# Apodida
Los apódidos (Apodida) son un orden de equinodermos holoturoideos. Tienen los tentáculos digitados, pinnados o, en algunas especies pequeñas, simples; los árboles respiratorios y los pies ambulacrales están ausentes. El anillo calcáreo carece de proyecciones posteriores. La pared del cuerpo es muy delgada y a menudo transparente. Los apódidos se hallan tanto en aguas someras como profundas.

## Taxonomía
Se conocen 337 especies repartidas en tres familias:
- Familia Chiridotidae Östergren, 1898 (109 especies)
- Familia Myriotrochidae Théel, 1877 (56 especies)
- Familia Synaptidae Burmeister, 1837 (172 especies)